# Mezinárodní kongresové centrum Berlín
Mezinárodní kongresové centrum Berlín (německy Internationales Congress Centrum Berlin, známé též pod zkratkou ICC) je rozsáhlá stavba, která se nachází v západní části německé metropole Berlína (čtvrť Charlottenburg-Wilmersdorf). Futuristický objekt konferenčního centra má délku 313 m, šířku 89 m a výšku 40 metrů. Vznikla podle plánů architektů Ralfa Schülera a Ursuliny Schüler-Witte. Dokončena a slavnostně otevřena byla dne 1979. Nápadná je díky technicistní futuristické stříbrné fasádě i své poloze v blízkosti jedné z dálnic směrujících do středu města. Plocha, kterou lze využít pro různé akce v rámci centra, činí 19 000 m2
Stavba je ve vlastnictví města Berlína, který ji pronajímá společnosti Messe Berlin.

## Historie
Výstavba kongresového centra trvala celkem čtyři roky. Náklady dosáhly výše 924 milionů marek a jednalo se o jednu z nejdražších staveb na území tehdejšího Západního Berlína.
Budova byla otevřena dne 2. dubna 1979. Po několika desetiletích používání se však rozsáhlý objekt stal technologicky zastaralým a předmětem diskuzí o tom, jak má být do budoucna využíván. Provozní náklady se po určité době dostaly do výše, kdy překonaly zisky z pořádaných akcí. V roce 2014 byl palác uzavřen pro pořádání kongresových a konferenčních akcí a o jeho budoucím osudu bude ještě rozhodnuto.
Jen o rok později byl v souvislosti s migrační krizí provizorně otevřen pro ubytování uprchlíků. Umístěno do něj bylo cca 500 lidí. Rovněž byl ještě v roce 2017 využíván jako kontaktní místo pro uprchlíky v Berlíně a místo pro vyřizování žádostí pro azyl.
Nápadnost stavby dokládá i množství přezdívek. Místní obyvatelstvo ji častuje pojmy, jako např. kosmická loď, Noemova archa nebo Hliníkové monstrum.

## V umění
Rozsáhlý a velice nápadný palác byl místem konání několika filmů, mezi které patřily např. Bourneovo ultimátum, Hanna nebo Captain America: Občanská válka.